# Dalal Midhat-Talakić
Dalal Midhat-Talakić (Sarajevo, 5 augustus 1981) is een Bosnisch zangeres.

## Biografie
Dalal Midhat werd in 1981 geboren in het toenmalige Joegoslavië. In 1999 startte ze haar muzikale carrière als deel van de band Erato. Met deze groep behaalde ze verschillende hits in eigen land. Na tien jaar verliet ze de groep om een solocarrière te starten. Haar eerste single, Gdje sam ja?, kon geen potten breken in de lokale hitparades. Haar tweede single, Bombon, bracht haar meer succes in de zomer van 2015. In het najaar van 2015 werd ze door de Bosnische openbare omroep aangeduid om haar land te vertegenwoordigen op het Eurovisiesongfestival 2016, dat gehouden zou worden in de Zweedse hoofdstad Stockholm. Daar stond ze samen met Deen, Ana Rucner en Jala op het podium. Bosnië en Herzegovina werd uitgeschakeld in de halve finale, en dat voor het eerst in de geschiedenis.